# Georg Carlsson
Georg Carlsson, född 10 april 1892 i Malma församling i Västmanlands län, död 8 januari 1975 i Odensvi, var en svensk hemmansägare och politiker (centerpartist).
Carlsson var ledamot av första kammaren från 1953, invald i Södermanlands och Västmanlands läns valkrets.